# 鄭冠宇
鄭冠宇，台灣知名法律學學者，前東吳大學法學院院長、教授、輔仁大學法律學院兼任教授。台灣物權法權威學者之一。

## 生平
自東吳大學取得法學學士後，鄭冠宇於1989年前往德國攻讀法學碩、博士。當時恰逢兩德合併之政治紛亂時期，因此在撰寫碩士論文《物權行為無因性，Die Abstraktheit des dinglichen Rechtsgeschäfts》時，也一併對於東德社會主義與西德資本主義之折衝進行深度研究。爾後獲得德國康拉德-艾德諾獎學金 (Konrad-Adenauer-Stiftung Stipendium)，並進行接下來的博士研究《貨物授信人與銀錢業者之衝突，Der Konflikt zwischen Waren- und Geldkreditgebern》。
曾於2008年－2011年間擔任東吳大學法律系系主任。對於眾多學生因受限於經濟因素，無法負擔額外加強學習課程之現象，進行募款創立法學加強班，協助學生補習司法官考試。此舉深得學生好評，更獲得眾多法律系友大力支持，促使畢業校友相繼返校擔任加強班講師。甚至有多名講師回捐講師費。開創法學加強班之模式，因成效優異，成為國內各大法律學系相繼仿效之典範。
曾任法務部民法物權編修正委員、司法院強制執行法修正委員，以及多個部會的法規會、訴願委員會、國家賠償委員會委員。於2018年8月起接任東吳大學法學院院長以來，鄭冠宇大力拓展學術外交，於母院成立多個大陸專班，將專班的實質收益轉化成教學與行政資源，另也積極與澳洲多所大學法學院深入交流，製造合作機會，令學子海外求學之路更加寬廣。
鄭冠宇為東吳大學第五屆傑出校友，曾接受頒發教育部資深優良教師獎，行政院服務獎章，東吳大學教學優良教師獎，及獲得美國富爾布萊特(Fulbright Program of Scholars)學者身分赴美進行研究。著有民法總則、民法債編總論、民法物權、民法概要等著作。
現與其妻子胡美香及女兒居住台北市。

## 經歷
- 東吳大學法律學系專任副教授，(2000/08～2005/01)
- 法務部民法物權編研究修正專案小組研修委員，(2006/04～2009/10)
- 海峽兩岸法學交流協會理事，(2005～迄今)
- 中華比較法學會理事，(2008/02～迄今)
- 東吳大學法律學系主任，(2008/08～2011/07)
- 國防部國家賠償委員會委員，(2007～迄今)
- 不動產仲介業經紀營業保證基金管理委員會委員，(2009～2014/12/31)
- 不動產經紀業管理條例修正委員，(2009/09～2011/02)
- 司法院強制執行法修正委員會委員，(2009/09～2011/03)
- 財團法人東吳大學章孝慈先生學術基金會董事，(2010～迄今)
- 台北縣政府法規委員會委員，(2010/04～2010/12)
- 台灣士林地方法院冤獄賠償事件求償審查委員會委員，(2010/05～2011/05)
- 新北市政府法規委員會委員，(2011/01～迄今)
- 國防部教師申訴審議委員會委員，(2011/03～迄今)
- 新北市政府勞資爭議仲裁委員會主任仲裁人，(2011/06～迄今)[1]
- 財政部公益彩券監理委員會委員，(2011/07～2012/06)
- 台灣證券交易所有價證券上市審議委員會外部審查委員，(2011～迄今)
- 教育部中央教師申訴評議委員會，(2013/06～迄今)
- 中國信託商業銀行公益彩券經銷商申訴委員會委員，(2014/11～迄今)
- 基隆市議會顧問，(2015～迄今)

## 榮譽
- 德國艾德諾基金會 (Konrad-Adnauer-Stiftung) 獎學金，(1992/08～1994/06)
- 德國艾德諾基金會訪問學者，(1997/08～1997/10)
- 東吳大學學術研究獎助，(2004年度)
- 教育部資深優良教師，(2004年度)
- 行政院服務獎章，(2006年度)
- 東吳大學教學優良教師，(2006/06)
- 共同主持教育部獎勵教學卓越計畫管考優良，(2009/01)
- 美國學術交流基金會 2011～2012學年度傅爾布萊特 (Fulbright Program of Scholars) 資深學者赴美研究獎助金學人，(2011/12/01～2012/03/31)
- 教育部資深卸任學生事務長，(2015/08/17)
- 共同主持教育部獎勵教學卓越計畫管考優良，(2017/05)

## 著作 - 期刊論文
- 占有之取得 (華岡法粹第23期，1995/10)
- 代理行為之瑕疵 (華岡法粹第24期，1996/10)
- 德國一九九四年破產法簡介 (華岡法粹第25期，1997/10)
- 破產撤銷 (月旦法學雜誌第35期，1998/03)
- 物權行為無因性之突破 (法學叢刊第127期，1998/10)
- 破產計畫 (Insolvenzplan)-德國一九九四年破產法簡介 (華岡法粹第26期，1998/12)
- 違約金的現在與未來 (律師雜誌第240期，1999/09)
- 占有的相關法律問題之探討 (月旦法學雜誌第66期，2000/11)
- 添附與不當得利—評最高法院八十七年度台上第四二三號判決 (月旦法學雜誌第86期，2002/07)
- 不法管理、添附與不當得利—評最高法院九十一年度台上第八八七號判決 (月旦法學雜誌第97期，2003/06)
- 動產之附合與混合 (月旦民商法雜誌第2期，2003/12)
- 物權行為之代理 (台灣本土法學雜誌第53期，2003/12)
- 無權占有人之使用利益 (月旦法學雜誌第107期，2004/04)
- 破產財團之維持與充實 (全國律師，2004/04)
- 抵押權之設定與其原因行為--評最高法院九十一年度臺上字第一五三七號判決 (台灣本土法學雜誌第59期，2004/06)
- 意思表示瑕疵與善意受讓 (東吳法律學報第16卷第1期，2004/08)
- 抵押權次序之變動 (台灣本土法學雜誌，2004/10)
- 動產與不動產之附合 (東吳法律學報第16卷第2期，2004/12)
- 抵押權之讓與 (台灣本土法學雜誌第67期，2005/02)
- 物權證券的設質—評最高法院九十一年度台上字第二六四七號判決 (月旦法學雜誌第127期，2005/12)
- 物權行為獨立性與無因性 (月旦法學教室第42期，2006/04)
- 承攬人抵押權 (法學叢刊第51卷第3期，2006/07)
- 不動產物權移轉 (月旦法學教室雜誌第46期，2006/07)
- 動產物權之移轉 (月旦法學教室雜誌第50期，2006/11)
- 對待給付判決的執行名義 (月旦法學教室雜誌第61期，2007/11)
- 修正後的擔保物權法與金融業者之關係 (臺灣銀行臺灣經濟金融月刊，2007/11)
- 留置權的修正與適用 (律師雜誌第341期，2008/02，頁41-55)
- 執行法院之管轄 (月旦法學教室第72期，2008/10)
- 大陸物權法關於物權變動之規定與適用 (東吳法律學報第20卷第3期，2009/01)
- 不動產物權之法定取得 (台灣法學雜誌第120期，2009/01)
- 民法物權編關於「共有」部分之修正簡析 (月旦法學雜誌第168期，2009/05)
- 人保與物保並存時擔保物權的實現──評析「中華人民共和國物權法」第一七六條 (月旦民商法雜誌第24期，2009/06)
- 動產質權之修正與適用-民法研討會第五十二次研討會會議紀錄 (法學叢刊第54卷第3期，2009/07)
- 抵押權擔保債權之效力範圍-最高法院98台上1594號判決 (台灣法學第145期，2010/02)
- 農育權之制定與適用 (月旦法學雜誌第179期，2010/04)
- 共有之法律關係 (法學叢刊218期(55卷2期)，2010/04)
- 不動產役權之修正與適用 (月旦民商法雜誌28期，2010/06)
- 執行名義失其效力後不當得利之返還客體 (本土法學151期，2010/05/01，193頁)
- 應有部分設定抵押權之共有物分割 (本土法學154期，2010/06/15，216頁)
- 無權占用他人之物不當得利請求權之消滅時效 (月旦裁判時報第5期，2010/10)
- 債權讓與及抵押權之法定移轉／最高院九八台上一九八二 (本土法學163期，2010/11/01，169頁)
- 無權處分與無權代理 (月旦民商法雜誌35期，2012/03)
- 債權讓與通知之效力 (法學的實踐與創新(上)陳猶龍教授六秩華誕祝壽論文集，2013/07)
- 不動產使用借貸對第三人之效力 (民事法之之思想啟蒙與立論薪傳孫森焱前大法官八秩華誕祝壽論文集，2013/11)
- 大陸地區所有權制度之研究 (司法院中國大陸法制研究21輯，2013/12)
- 除去權利與優先承買權 (物權與民事法新思維-司法院謝前副院長在全七秩祝壽論文集，2014/01)
- 合夥之法律地位與救濟 (台灣法學雜誌284期，2015/11)
- 撤銷詐害債權之法律效果 (物權法之新思與新為－陳榮隆教授六秩華誕祝壽論文集，2016/08)
- 讓與返還請求權與交付 (台灣法學雜誌322期，2017/06/28)
- 讓與返還請求權 (台灣法學雜誌332期，2017/11/28)
- 共有物之管理及事實上處分權 (台灣法學雜誌336期，2018/01/28)